# Гулазян, Ольга Николаевна
О́льга Никола́евна Гулазя́н (арм. Օլգա Նիկողայոսի Գուլազյան; 27 декабря 1885 [8 января 1886], Тбилиси — 27 мая 1970, Ереван) — выдающаяся армянская советская актриса театра и кино. Народная артистка Армянской ССР (1935). Лауреат Сталинской премии (1952) и Государственной премии Армянской ССР (1967).

## Биография
Родилась 27 декабря 1885 года (8 января 1886 года) в Тифлисе (ныне Тбилиси, Грузия). Окончила приходскую школу района Харпухи в Тифлисе.
Сценическую деятельность начала в 15 лет. В 1900 году сыграла роль Нато в пьесе Г. М. Сундукяна «Еще одна жертва», получив поощрение автора. Профессиональную деятельность начала в 1901 году в Тифлисском драматическом театре. Принимала участие в спектаклях в Народном доме Зубалова (в настоящее время театр Марджанишвили), в Араксийском театре и в аудитории Авджаляна. Гастролировала в Баку, Новом Нахичеванье, Москве, Санкт-Петербурге, Ереване, Александрополе, Шуше.
Самобытное искусство Гулазян сформировалось в результате совместной работы с великими армянскими актёрами: О. А. Абеляном, Сирануйш, Г. Петросяном, О. Майсурян. Она — одна из представителей старого актёрского поколения, причастных к основанию армянского советского театра.
В 1926 году Гулазян переехала в Ереван. С того же года актриса Государственного академического театра имени Габриэла Сундукяна. Она сыграла более 300 ролей в классических и современных спектаклях драматургов Европы, России и Армении. Режиссёр В. М. Аджемян называл Гулазян «великой матерю армянского театра».
В 1945 году Гулазян опубликовала книгу «Воспоминания» — хороший источник по истории армянского театра.
Была избрана депутатом ВС Армянской ССР IV созыва. Искусство Гулазян отличали лёгкость, изящество исполнения, музыкальность речи, мягкая, искренняя манера игры, яркий национальный колорит.
Умерла 27 мая 1970 года в Ереване. Похоронена на Тохмахском кладбище.

## Творчество

### Фильмография
- 1926 — Зарэ — Лятиф-Ханум
- 1955 — Призраки покидают вершины — Асмик
- 1958 — Песня первой любви — Вартуш, мать Варужана

### Роли в спектаклях
- 1922 — «Пепо» Г. М. Сундукяна — Епемия
- 1924 — «Тартюф» Мольера — Дорина
- 1927 — «Хатабала» Г. М. Сундукяна — Наталия
- 1927 — «Дядя Багдасар» А. О. Пароняна
- 1929 — «Доходное место» А. Н. Островского — Фелисата Герасимовна Кукушкина[2]
- 1933 — «Мнимый больной» Мольера — Туанет
- 1936 — «Намус» А. М. Ширванзаде
- 1944 — «Утес» В. К. Папазяна[3]
- 1946 — «Бесприданница» А. Н. Островского — Харита Игнатьевна Огудалова
- 1950 — «Дерзание» М. Ф. Овчинникова
- 1952 — «Егор Булычов и другие» М. Горького — Ксения
- 1955 — «Еще одна жертва» Г. М. Сундукяна — Нато
- 1957 — «Деревья умирают стоя» А. Касоны — Бабушка
- «Замок Броуди» А. Кронина — мать Броуди
- «Остров Афродиты» А. Парниса — Парнис
- «Вардананк» Д. К. Демирчяна — Большая госпожа
- «Вишнёвый сад» А. П. Чехова[4]
- «Разрушенный очаг» Г. М. Сундукяна — Саломе
- «Измена» А. И. Южина-Сумбатова — Гаянэ
- «С другой стороны океана» Я. М. Гордина — Генри
- «Овечий источник» Лопе де Вега — Лауренсия

## Семья
- двоюродный брат — Гулазян Давид Иосифович — актёр Ереванского Академического Театра имени Г. М. Сундукяна, народный артист Армянской ССР.

## Награды и звания
- заслуженная артистка Армянской ССР (31.05.1929)[5]
- народная артистка Армянской ССР (1935)
- орден Ленина (24.11.1945)
- орден Трудового Красного Знамени (27.06.1956)
- медали
- Сталинская премия третьей степени (1952) — за спектакль «Дерзание» М. Ф. Овчинникова, поставленный на сцене АрмАДТ имени Г. М. Сундукяна
- Государственная премия Армянской ССР (1967) — за исполнении ролей Бабушки в спектакле «Деревья умирают стоя» и матери Броуди в спектакле «Замок Броуди» (Драматический театр имени Г. Сундукяна)